# 9-й отдельный гвардейский миномётный дивизион реактивной артиллерии
9-й отдельный гвардейский миномётный Краснознамённый дивизион  — воинская часть Вооружённых Сил СССР во время Великой Отечественной войны.

## История
Дивизион сформирован в Алабино осенью 1941 года.
В составе действующей армии с 10 ноября 1941 по 3 августа 1944 года.
В конце октября 1941 года переброшен в район Тихвина, с 10 ноября в составе 4-й армии. Принимал участие в Тихвинских оборонительной и наступательной операциях, наносит удары по обороне противника близ Тихвина, начиная с 19 ноября 1941 года, поддерживая Восточную оперативную группу. С 30 ноября 1941 года переброшен в Северную оперативную группу, со 2 декабря 1941 года поддерживает огнём на Лазаревичи наступление 44-й стрелковой дивизии и 46-й танковой бригады, 4 декабря 1941 года наносит удар по совхозу «1-е мая». После отвода войск противника из Тихвина 9 декабря 1941 года, вместе с войсками продолжает наступление.
13 января 1942 года, обеспечивая наступление войск 4-й армии, выпустил три залпа по району, прилегавшему к Зеленцам и Лезно.
17 марта вошёл в состав 21-го гвардейского миномётного полка и весь дальнейший боевой путь дивизион прошёл в его составе.
3 августа 1944 года переименован в 2-й миномётный дивизион 21-го гвардейского миномётного полка, таким образом прекратив своё существование как отдельная воинская часть.

## Подчинение
| Дата            | Фронт (округ)                                              | Армия                 | Дивизия | Корпус | Полк                                                   | Примечания |
| --------------- | ---------------------------------------------------------- | --------------------- | ------- | ------ | ------------------------------------------------------ | ---------- |
| 01.11.1941 года | -                                                          | 4-я отдельная армия   | -       | -      | -                                                      | -          |
| 01.12.1941 года | -                                                          | 4-я отдельная армия   | -       | -      | -                                                      | -          |
| 01.01.1942 года | Волховский фронт                                           | 4-я армия             | -       | -      | -                                                      | -          |
| 01.02.1942 года | Волховский фронт                                           | 4-я армия             | -       | -      | -                                                      | -          |
| 01.03.1942 года | Волховский фронт                                           | 4-я армия             | -       | -      | -                                                      | -          |
| 01.04.1942 года | Волховский фронт                                           | 4-я армия             | -       | -      | 21-й гвардейский миномётный полк реактивной артиллерии | -          |
| 01.05.1942 года | Ленинградский фронт (Группа войск Волховского направления) | 4-я армия             | -       | -      | 21-й гвардейский миномётный полк реактивной артиллерии | -          |
| 01.06.1942 года | Ленинградский фронт (Волховская группа войск)              | 4-я армия             | -       | -      | 21-й гвардейский миномётный полк реактивной артиллерии | -          |
| 01.07.1942 года | Волховский фронт                                           | 4-я армия             | -       | -      | 21-й гвардейский миномётный полк реактивной артиллерии | -          |
| 01.08.1942 года | Волховский фронт                                           | 4-я армия             | -       | -      | 21-й гвардейский миномётный полк реактивной артиллерии | -          |
| 01.09.1942 года | Сталинградский фронт                                       | 21-я армия            | -       | -      | 21-й гвардейский миномётный полк реактивной артиллерии | -          |
| 01.10.1942 года | Донской фронт                                              | 24-я армия            | -       | -      | 21-й гвардейский миномётный полк реактивной артиллерии | -          |
| 01.11.1942 года | Юго-Западный фронт                                         | 21-я армия            | -       | -      | 21-й гвардейский миномётный полк реактивной артиллерии | -          |
| 01.12.1942 года | Юго-Западный фронт                                         | 5-я танковая армия    | -       | -      | 21-й гвардейский миномётный полк реактивной артиллерии | -          |
| 01.01.1943 года | Юго-Западный фронт                                         | 5-я ударная армия     | -       | -      | 21-й гвардейский миномётный полк реактивной артиллерии | -          |
| 01.02.1943 года | Южный фронт                                                | 5-я ударная армия     | -       | -      | 21-й гвардейский миномётный полк реактивной артиллерии | -          |
| 01.03.1943 года | Южный фронт                                                | 5-я ударная армия     | -       | -      | 21-й гвардейский миномётный полк реактивной артиллерии | -          |
| 01.04.1943 года | Южный фронт                                                | -                     | -       | -      | 21-й гвардейский миномётный полк реактивной артиллерии | -          |
| 01.05.1943 года | Южный фронт                                                | -                     | -       | -      | 21-й гвардейский миномётный полк реактивной артиллерии | -          |
| 01.06.1943 года | Южный фронт                                                | -                     | -       | -      | 21-й гвардейский миномётный полк реактивной артиллерии | -          |
| 01.07.1943 года | Южный фронт                                                | -                     | -       | -      | 21-й гвардейский миномётный полк реактивной артиллерии | -          |
| 01.08.1943 года | Южный фронт                                                | -                     | -       | -      | 21-й гвардейский миномётный полк реактивной артиллерии | -          |
| 01.09.1943 года | Южный фронт                                                | -                     | -       | -      | 21-й гвардейский миномётный полк реактивной артиллерии | -          |
| 01.10.1943 года | Южный фронт                                                | -                     | -       | -      | 21-й гвардейский миномётный полк реактивной артиллерии | -          |
| 01.11.1943 года | 4-й Украинский фронт                                       | -                     | -       | -      | 21-й гвардейский миномётный полк реактивной артиллерии | -          |
| 01.12.1943 года | 4-й Украинский фронт                                       | -                     | -       | -      | 21-й гвардейский миномётный полк реактивной артиллерии | -          |
| 01.01.1944 года | 4-й Украинский фронт                                       | 3-я гвардейская армия | -       | -      | 21-й гвардейский миномётный полк реактивной артиллерии | -          |
| 01.02.1944 года | 4-й Украинский фронт                                       | -                     | -       | -      | 21-й гвардейский миномётный полк реактивной артиллерии | -          |
| 01.03.1944 года | 4-й Украинский фронт                                       | -                     | -       | -      | 21-й гвардейский миномётный полк реактивной артиллерии | -          |
| 01.04.1944 года | 4-й Украинский фронт                                       | -                     | -       | -      | 21-й гвардейский миномётный полк реактивной артиллерии | -          |
| 01.05.1944 года | 4-й Украинский фронт                                       | -                     | -       | -      | 21-й гвардейский миномётный полк реактивной артиллерии | -          |
| 01.06.1944 года | 1-й Украинский фронт                                       | -                     | -       | -      | 21-й гвардейский миномётный полк реактивной артиллерии | -          |
| 01.07.1944 года | 1-й Украинский фронт                                       | 3-я гвардейская армия | -       | -      | 21-й гвардейский миномётный полк реактивной артиллерии | -          |
| 01.08.1944 года | 1-й Украинский фронт                                       | 3-я гвардейская армия | -       | -      | 21-й гвардейский миномётный полк реактивной артиллерии | -          |

## Командиры
- ст. л-т / капитан / майор Черевичный Николай Никитич (с 10.10.1941, с 11.1942 — НШ полка), капитан Табанаков Иван Евдокимович (12.1942, с 8.1943 — НШ полка), майор Дмитриев Алексей Иванович (с 1944),
- майор Шутов Петр Васильевич
- военком ст.политрук Калитин Николай Михайлович
- ком-р бат. капитан Зубов Георгий Петрович (1942, затем ком-р 3-го д-на 95 ГМП);

## Награды и наименования
| Награда                | Дата       | За что получена                |
| ---------------------- | ---------- | ------------------------------ |
| Гвардия                | 10.1941    | При формировании               |
| Орден Красного Знамени | 25.03.1942 | За отличия в боях под Тихвином |